# Moshé Sharett
« Sharett » redirige ici. Pour les articles homophones, voir Charette et Charrette.
 (février 2012).
Si vous disposez d'ouvrages ou d'articles de référence ou si vous connaissez des sites web de qualité traitant du thème abordé ici, merci de compléter l'article en donnant les références utiles à sa vérifiabilité et en les liant à la section « Notes et références ».
Moshé Sharett (en hébreu : משה שרת), à l'origine Moshé Shertok, né le 15 octobre 1894 à Kherson (actuellement en Ukraine) et mort le 7 juillet 1965 à Jérusalem, est un homme d'État israélien d'orientation sioniste socialiste, l'un des pères fondateurs de l'État d'Israël. Il fut notamment ministre des Affaires étrangères de 1948 à 1956 et Premier ministre du 26 janvier 1954 au 3 novembre 1955 (après et avant David Ben Gourion).
C'était également un homme de culture et l'un des meilleurs orateurs de son pays.

## Biographie

### Origines familiales et enfance en Ukraine (1894-1906)
Kherson, son lieu de naissance, est alors une ville de l'Empire russe.

Moshe est le fils de Yakov Shertok, journaliste et écrivain juif, et de Fanya Lev ; la famille compte un autre enfant : Yehuda. Yakov Shertok est membre du mouvement sioniste Bilou ; dès 1882, il est parti s'installer en Palestine, alors une province de l'Empire ottoman, et est revenu de temps à autre en Ukraine jusqu'à ce qu'en 1906, toute la famille émigre en Palestine.

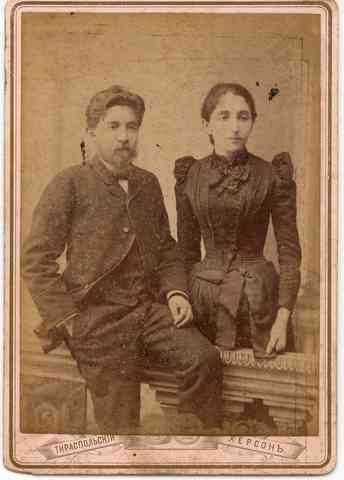
Yaakov et Fanya Shertok, parents de Moshé Sharett, à Kherson, 1893
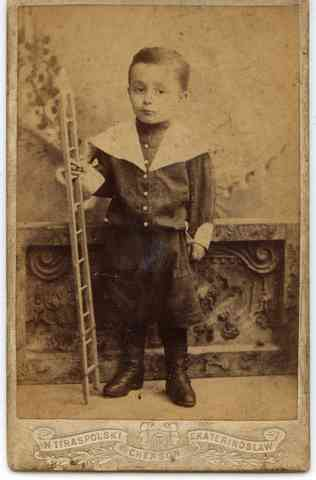
Moshe Shertok à 2 ans, Kherson (Ukraine), 1897
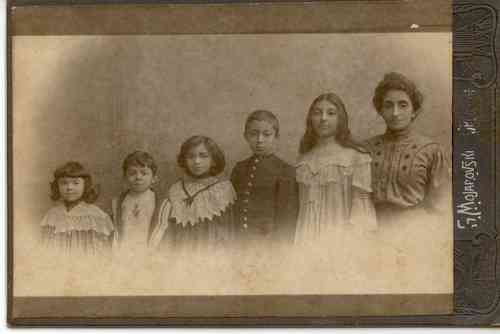
Moshé avec sa fratrie (Rebecca, Ada, Judah, Rachel) et sa mère Fanya, à Kherson, 1906
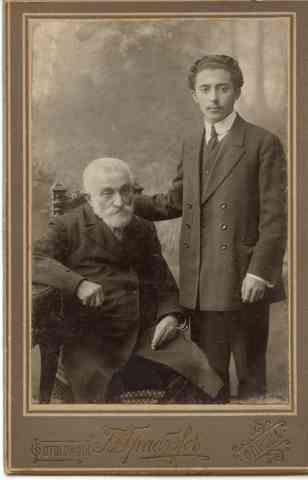
Moshe avec son grand-père maternel, Lev, à Odessa, période ottomane, 1914

### Adolescence et jeunesse dans l'Empire ottoman (1906-1918)

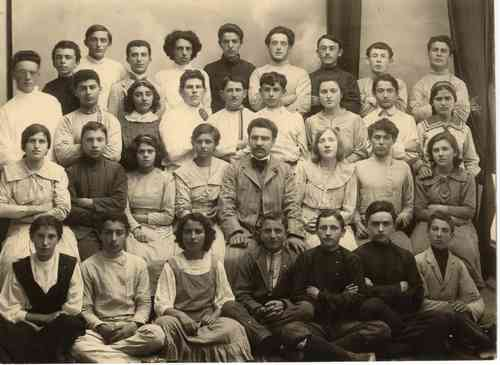
Au lycée d'Herzliya avec son professeur Haïm Harari Blumberg, 1912

Ils habitent d'abord à Jaffa, puis pendant deux ans, dans le village arabe palestinien de Eïn Saniya, situé au nord de Ramallah, où les enfants apprennent l'arabe. En 1908, les Shertok déménagent à Neve Tzedek, situé au bord de la Méditerranée, à côté du nouveau quartier d'Ahouzat Bait, qui devient Tel Aviv en 1909.

#### Études
Moshe Shertok fait partie de la première promotion d'élèves du lycée hébraïque Herzliya ; il achève ses études secondaires avec d'excellents résultats et part étudier le droit à Constantinople, la capitale de l'Empire. Parmi les étudiants qui y font leurs études avec lui, il y a d'autres Juifs de Palestine, comme David Ben Gourion et Itzhak Ben-Zvi.

Cependant, l'entrée en guerre de la Turquie en 1915, la mort de son père Yakov en 1916 obligent le jeune Moshe à interrompre ses études et à rentrer en Palestine.

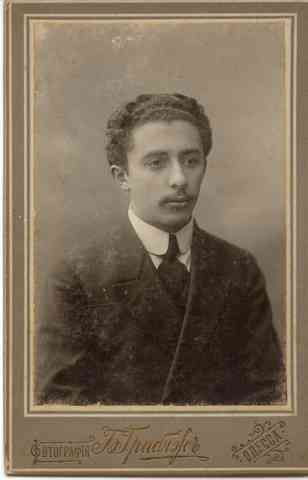
Moshe Shertok, Odessa, période ottomane, 1914

Il est, notamment avec David Yellin, militant du mouvement de patriotisme ottoman des Juifs du Levant[réf. nécessaire], dont l'objectif est l'adoption par les Juifs de la citoyenneté de l'Empire Ottoman. Il enseigne même la langue turque dans les écoles juives de Palestine. Un moment, il travaille à Damas avec l'ingénieur Gedalia Zilberstein[réf. nécessaire].

#### Guerre de 1914

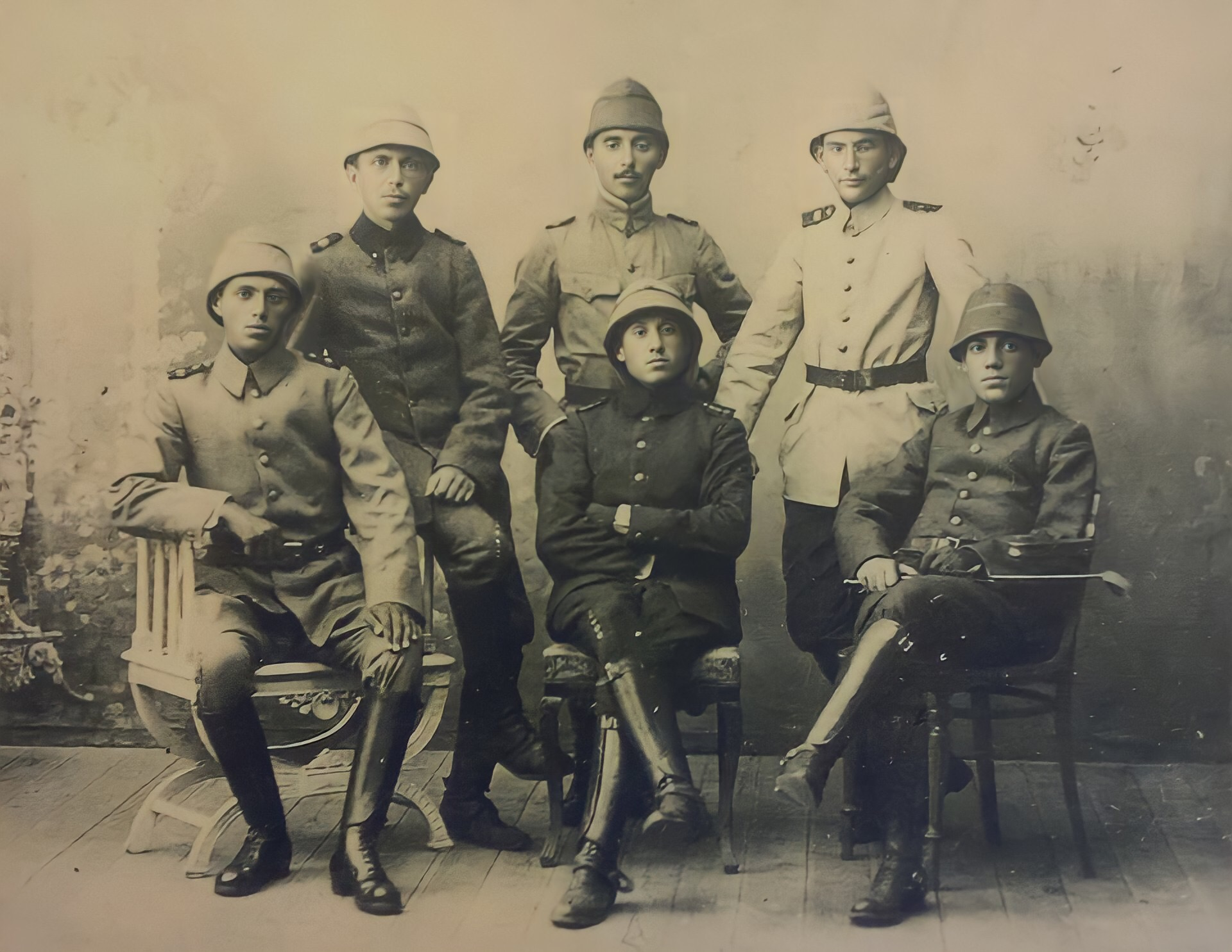
Moshé Sharett en 1916 (deuxième rangé, milieu).

En 1916, il s'engage dans l'armée turque. Il suit un cours d'officiers à Constantinople et, grâce à sa maîtrise des langues turque, allemande et arabe, il sert avec le grade de lieutenant comme traducteur militaire. Il remplit cette mission sous commandement allemand ou ottoman sur les fronts de Macédoine, puis en Transjordanie et en Syrie. Cela lui vaut la croix de fer allemande et une médaille de mérite de l'Empire ottoman.

### Un des dirigeants sionistes de la Palestine mandataire (1919-1939)
À la fin de la guerre, la Palestine est occupée par les troupes britanniques ; le traité de Sèvres (1920) en fait un mandat que la SDN confie à la Grande-Bretagne.
En 1919, Moshé Shertok devient le secrétaire du Comité des représentants de la population juive dans le pays. Membre de la Section pour les problèmes arabes et les terres de cet organe, Shertok est un des assistants de Yehoshua Hankin, qui se consacre à l'acquisition de terres destinées à permettre la reconversion comme agriculteurs des Juifs immigrés en Palestine.
Durant ces années Shertok lie des amitiés avec les activistes sionistes Dov Hoz et Eliyahou Golomb, fondateur de la Haganah, qui épousent ses sœurs, Rivka et Ada.

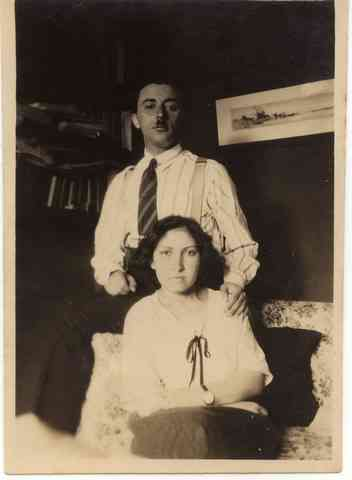
Moshe et Tzippora Shertok, Londres, 1923

#### Séjour à Londres et mariage
En 1921, Shertok vient à Londres pour étudier les sciences politiques à la London School of Economics and Political Sciences.
Il fait alors la connaissance de Tzipora Meirov, fille d'un Juif originaire de Biélorussie, venu en Angleterre pour s'y spécialiser en technologie de l'industrie laitière. Ils se marient en 1922 et auront leur premier enfant, Yaakov, en 1928.

#### Militant puis chef du Mapaï

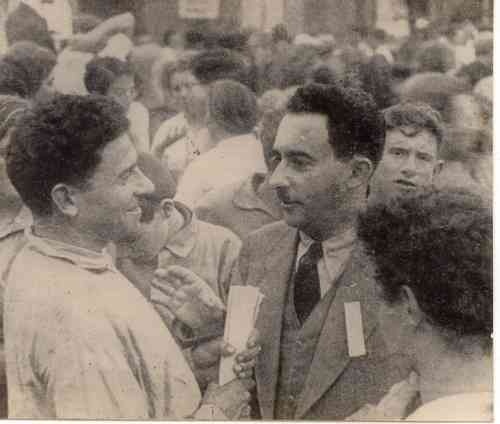
Les frères Yehuda & Moshe Shertok, 1930

Revenu en Palestine après avoir achevé ses études, il devient membre du parti socialiste Ahdout Haavoda  et rejoint la rédaction du journal des syndicats Davar. Après l'unification des partis Ahdout Haavoda et Hapoël Hatzair au sein du Mapaï (Parti des Ouvriers d'Eretz Israel), Moshe Shertok devient membre de ce parti social démocrate de main stream[réf. nécessaire] (1930). L'année suivante, il déménage à Jérusalem où il devient l'adjoint de Haïm Arlozoroff, le chef du département politique, ce qui fait de lui une sorte de « ministre des affaires étrangères » de cette organisation sioniste. En 1933, Shertok succède à Arlozoroff après l'assassinat de ce dernier à Tel Aviv. Il occupera cette fonction pendant quinze ans, jusqu'à la proclamation de l'État d'Israël en mai 1948.
Dans cette fonction, Shertok mène des négociations avec les autorités britanniques, fait beaucoup d'efforts pour assurer la continuation de la colonisation agricole juive en Palestine, la planification des villages de type « Mur et tour » (Homa umigdal), le développement du port de Tel Aviv en réaction au boycott lancé contre les Juifs par les dockers du port arabe de Jaffa. Shertok prend également part à la fondation de la police juive de Palestine (« Hebrew Settlement Police Force »), dotée d'uniformes britanniques, qui donne une couverture légale aux activités de l'organisation clandestine de défense des Juifs, la Haganah. Il coordonne l'activité des délégations juives lors des contacts avec les commissions d'enquête britanniques, américaines et, par la suite, de l'ONU, qui viennent en Palestine avant et après la Seconde Guerre mondiale.

### La guerre et l'après-guerre (1939-1948)

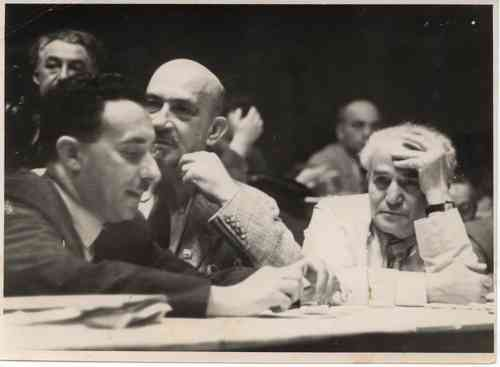
Moshe Sharett, Chaim Weizmann, Ben Gourion, Congrès sioniste, 1939

Pendant la Seconde Guerre mondiale, Moshe Shertok encourage l'enrôlement volontaire des Juifs de Palestine dans la Brigade combattante juive (The Fighting Jewish Brigade), formée dans le cadre de l'armée britannique pour prendre part à l'effort de guerre antinazi. Dans ce cadre, des soldats juifs participent aussi à des actions militaires secrètes, comme l'envoi de parachutistes dans les territoires des pays affiliés à l'Axe.

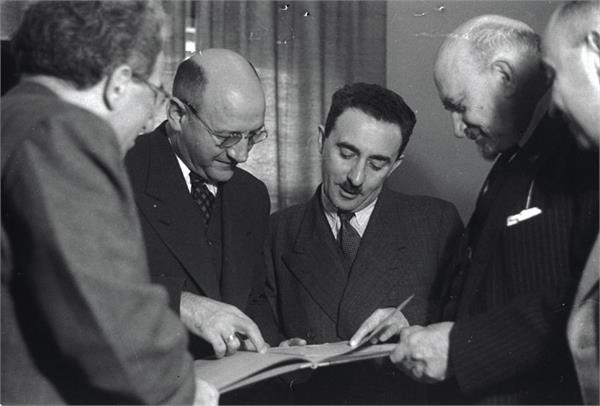
Moshé Sharett, 70e anniversaire du Dr. Weizmann, décembre 1944

Malgré cela, à partir de la fin de la guerre, des rapports d'hostilité s'établissent entre la communauté juive de Palestine et le pouvoir mandataire, qui s'oriente vers des compromis difficilement acceptables avec le camp arabe et met des limites strictes à l'immigration juive en Palestine, même durant et après l'Holocauste. Les Britanniques, harcelés par des actions d'opposition pacifique[réf. nécessaire], de sabotage et même de terreur, lancent des actions musclées de police, des perquisitions et des arrestations massives parmi les Juifs. Le 29 juin 1946, lors de l'opération Agatha (Samedi Noir), ils font arrêter un grand nombre de dirigeants juifs, parmi lesquels le plus important est Shertok lui-même. Il est détenu pendant quatre mois dans la prison de Latroun.
Finalement, le Royaume-Uni doit porter la question du futur de la Palestine devant les Nations unies. Moshe Shertok joue un rôle très important dans les efforts pour obtenir l'approbation par l'ONU du plan de partition de la Palestine entre un état juif et un état arabe, plan qui contrevient aux objectifs de la politique de Londres en ce moment-là et qui se heurte à une forte opposition de la part des pays arabes. La partition est votée le 14 mai 1948 et David Ben Gourion proclame la naissance de l'État d'Israël.

### Ministre et Premier ministre de l'État d'Israël (1948-1956)
Son expérience internationale fait de Moshé Shertok, devenu Sharett, un candidat naturel au poste de ministre des Affaires étrangères du premier gouvernement israélien. Il négocie ainsi les accords d'armistice israélo-arabes de 1949 qui mettent officiellement un terme aux hostilités entre Israël et les pays arabes qui l'ont attaqué au cours de la guerre israélo-arabe de 1948.

#### Premier ministre
Sharett devient Premier ministre le 26 janvier 1954, après que David Ben Gourion a choisi de se retirer, provisoirement du reste, le 7 décembre 1953. Ben Gourion conserve cependant une influence sur le gouvernement grâce à deux de ses fidèles : Pinhas Lavon (ministre de la Défense) et Moshe Dayan (chef d'état-major) sur lesquels Moshe Sharett a une faible autorité. Cette faiblesse est particulièrement perceptible à la suite du coup d'état ayant renversé le président Syrien, Adib Chichakli, le 25 février 1954. Souhaitant profiter de la situation, Pinhas Lavon propose d'occuper la zone démilitarisée et de mettre fin à la convention d'armistice. Pour s'opposer au projet, le nouveau premier ministre doit organiser une réunion en présence de Ben Gourion qui est théoriquement à la retraite.

En mars 1954, Sharett obtient de la commission d'armistice israélo-syrienne une décision condamnant toute incursion syrienne sur le lac de Tibériade et sur la bande côtière de 10 mètres qui le longe à l'est. C'est un triomphe de la position israélienne qui se voit reconnaître la souveraineté sur le lac. À compter de cette date, et jusqu'en 1967, les israéliens refuseront de participer à la commission d'armistice de peur qu'elle ne revienne sur sa décision.

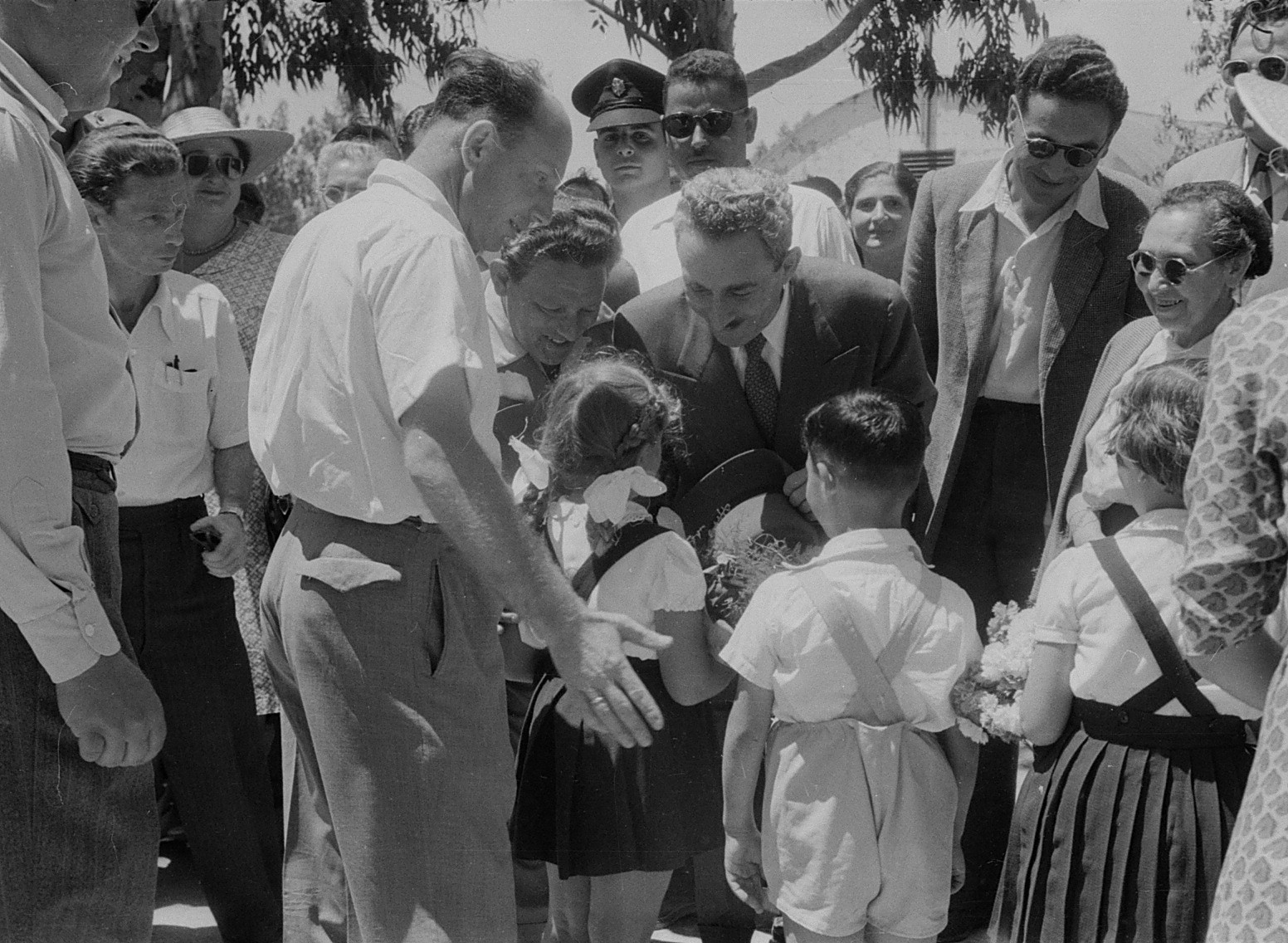
Enfants de Lod recevant Sharett avec des fleurs, 1954-55

Le 17 mars 1954, au lieu-dit du col du Scorpion, un autobus israélien est attaqué et onze passagers sont tués. Les Israéliens accusent la Jordanie alors que les observateurs de l'ONU concluent que les responsables sont des bédouins du Néguev expulsés vers le Sinaï et agissant pas vengeance dans un contexte trouble de trafic de drogue. Sharett qui a difficilement obtenu de son gouvernement l'absence de représailles s'en prend au chef de la commission d'armistice qui est arrivé à cette conclusion, l'Américain Hutchinson, et obtient son rappel aux États-Unis en septembre 1954. Dans la nuit du 26 au 27 mars 1954, une nouvelle attaque tue un Israélien dans le corridor de Jérusalem. Cette fois, Sharett cède à son ministre de la défense et accepte des représailles limitées. L'opération a lieu dans la nuit du 28 au 29 mars dans le village de Nahalin en Cijordanie sous la conduite d'Ariel Sharon et se soldera par une dizaine de morts du côté de l'armée ou de la garde nationale jordanienne.

##### Tensions américaines
Moshé Sharett doit faire face aux critiques de l'administration américaine exprimées par l'intermédiaire de Henry Byroade qui le 9 avril 1954 renvoie à leurs responsabilités israéliens et arabes et invite Tel-Aviv à renoncer à l'usage de la force. Le sous-secrétaire d'état revient à la charge le 1er mai lors d'une convention anti-sioniste de juifs américains en insistant sur le fait que l'immigration juive en Israël est un facteur de tension. La réaction du gouvernement Sharett fut extrêmement vive, Byroade ayant mis le doigt sur ce qui constitue alors le cœur du débat entre la communauté juive américaine et l'état d'Israël. À l'argument faisant d’Israël le dernier refuge des juifs, avec pour corollaire le devoir d'immigration pour les juifs de la diaspora, les juifs américains répondent que si une dictature nazie s’installait aux États-Unis, les chances de survie du nouvel état serait faible.

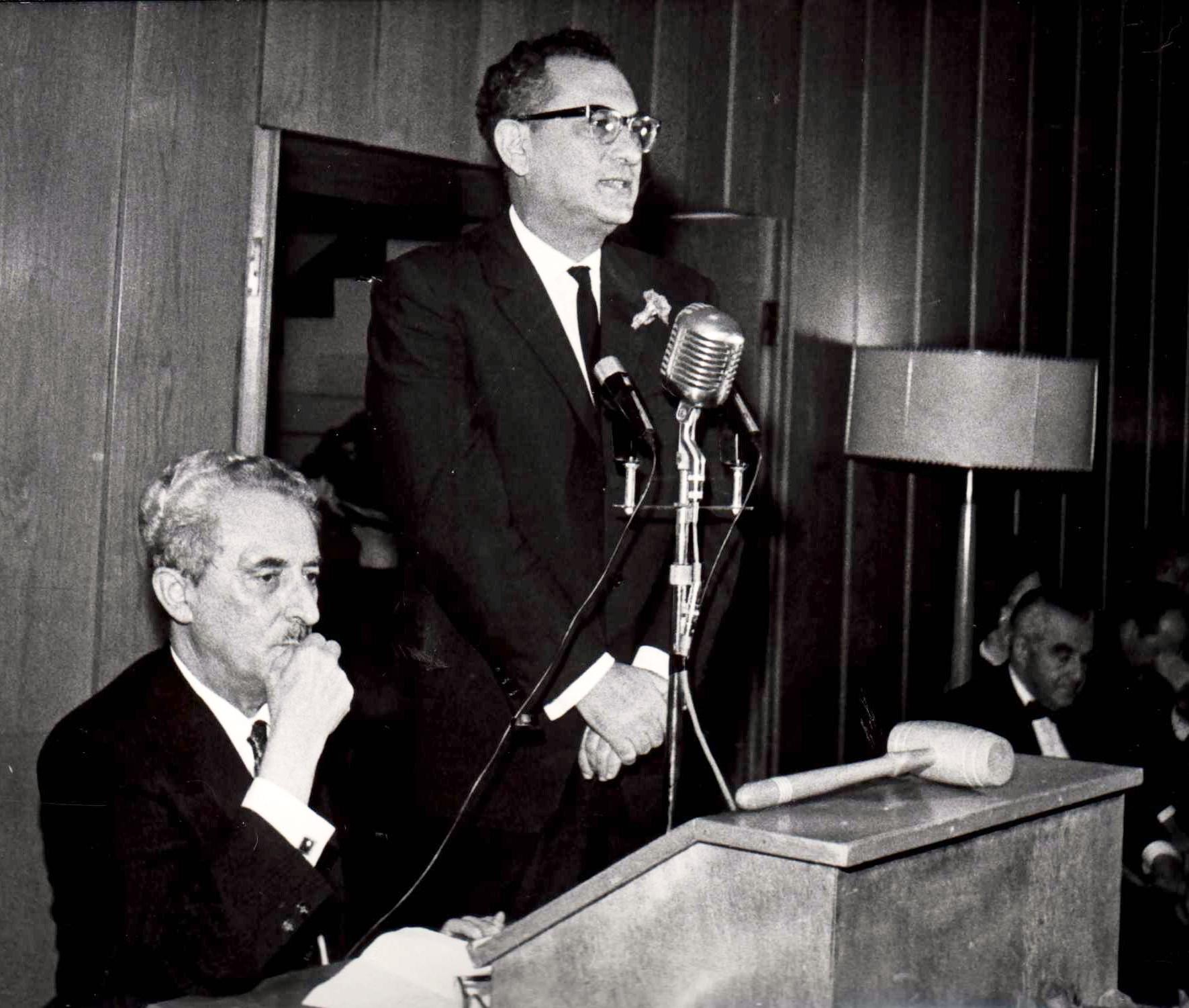
Moshe Sharett et Yitzhak Katz, 1955-56

Le second facteur de tension entre l'administration Eisenhower et le gouvernement de Moshé Sharett tient au projet américain d'une alliance anti-communiste au Moyen-Orient qui donnera naissance au pacte de Bagdad. Initiée par Foster Dulles au printemps 1953, cette initiative a débouché le 2 avril 1954 sur la signature d'un traité d'assistance mutuelle entre la Turquie et le Pakistan. Les américains cherchent dès lors à faire entrer l'Irak dans l'alliance et dans cette perspective concluent le 25 avril un accord d'assistance avec Bagdad. Pour Israël, cet accord ouvre la voie à des livraisons d'armes américaines à un de ses ennemis. Le gouvernement Sharett va donc tout mettre en œuvre, sans grand succès, pour faire échouer le projet.
En juin 1954, une déclaration tripartite (États-Unis, France, Royaume-Uni) appelle à un renforcement du rôle de l'ONUST en accordant, en particulier, une totale liberté de mouvement aux observateurs aussi bien en territoire arabe qu'en territoire israélien. La diplomatie israélienne, avec le soutien tactique de la Jordanie, va se mobiliser pour enterrer le projet perçu comme remettant en cause la souveraineté des deux pays.

#### Tensions jordaniennes

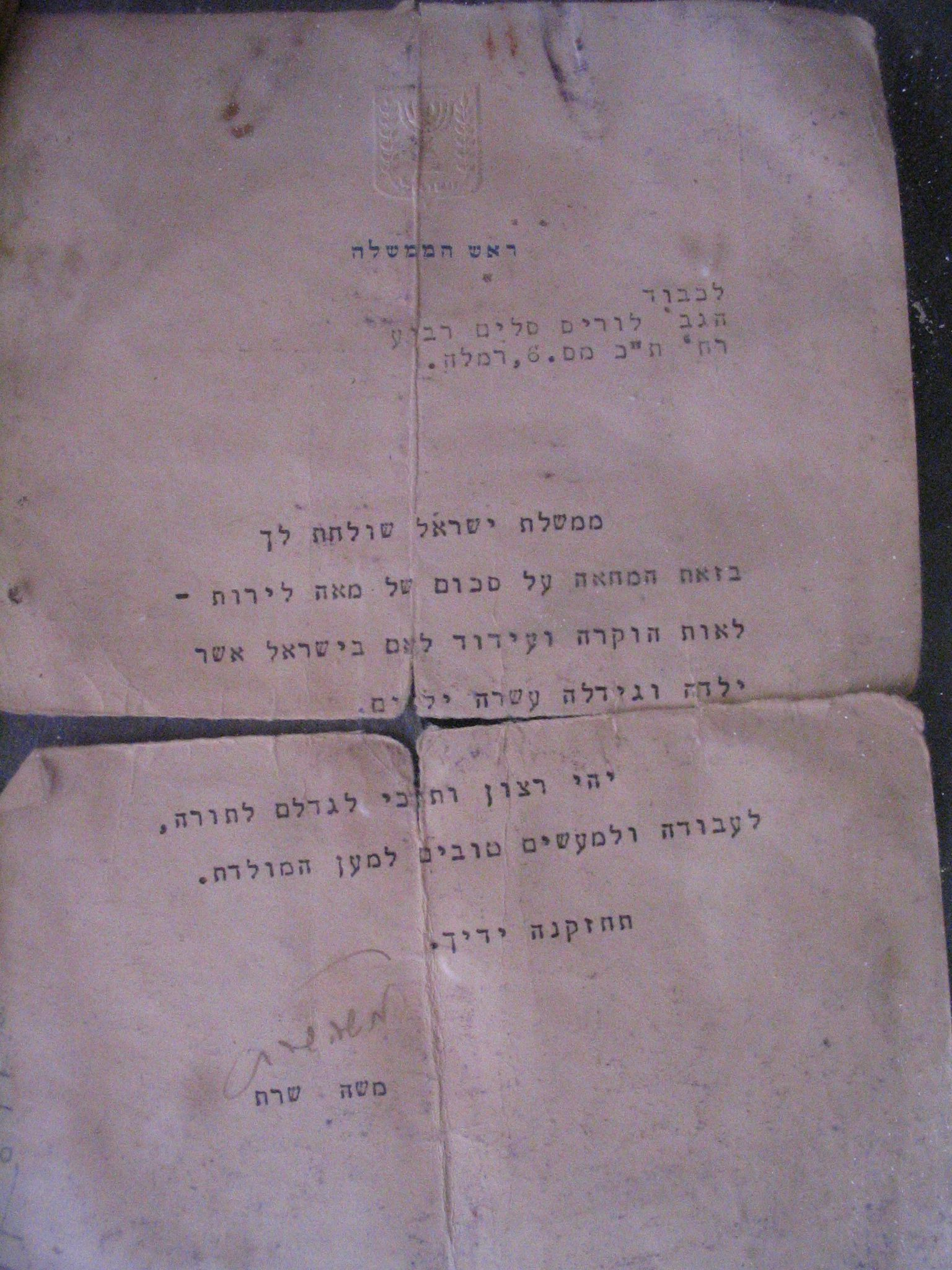
Lettre de félicitations de Moshé Sharett à une arabe israélienne à l'occasion de la naissance de son dixième enfant, v. 1955

Pendant ce temps, la tension s'aggrave sur la ligne d'armistice israélo-jordanienne. Le 19 juin 1954, des membres d'une implantation agricole israélienne affiliés au Herout de Menahem Begin traversent la ligne d'armistice et tirent sur des paysans et de bergers arabes. Le 27 juin, ce sont des infiltrés du village de d'Azzoun qui tuent un fermier israélien près de Tel-Aviv, ce qui entraîne dans la nuit des représailles meurtrières contre le village sur ordre de Lavon. Au cours du raid, un membre du commando, blessé, est fait prisonnier par les Jordaniens qui décident de le faire passer en jugement. En réponse, l'armée israélienne lance dans les semaines suivantes plusieurs raids en Cisjordanie afin de faire des prisonniers qui pourront servir de monnaie d'échange contre leur camarade. Enfin, le 30 juin, une fusillade, qui va durer deux jours par intermittence, éclate à Jérusalem sans qu'aucun des deux camps n'ait donné d'ordre formel en ce sens.
Du côté de la bande de Gaza, on note en ce début d'année 1954 de nombreuses infiltrations non violente. Les conditions de vie dans les camps sont en effet misérables et de nombreux palestiniens prennent le risque de traverser le territoire israélien pour rejoindre la Cisjordanie où ils espèrent avoir de meilleures conditions d'existence. Mais à partir de mars-avril, la tension se fait plus vive sous l'impulsion des Frères musulmans égyptiens qui ont fait de l'antisionisme un des fondements de leur programme politique depuis les années 1930.

#### Affaire Lavon
En juillet 1954, son gouvernement est perturbé par la Honteuse Affaire ou « affaire Lavon » (juillet 1954) : des attentats anti-britanniques et anti-américains perpétrés en Égypte par les services secrets israéliens, dans le but de discréditer le régime de Nasser. Mais les Égyptiens réussissent à identifier les responsables comme agents israéliens. Confronté à un scandale international, Sharett ordonne une enquête : Lavon nie d'abord avoir été au courant, mais il est confondu par les témoignages de Shimon Pérès et de Moshe Dayan et doit démissionner le 17 février 1955. Il est remplacé par David Ben Gourion à la tête du ministère de la Défense.

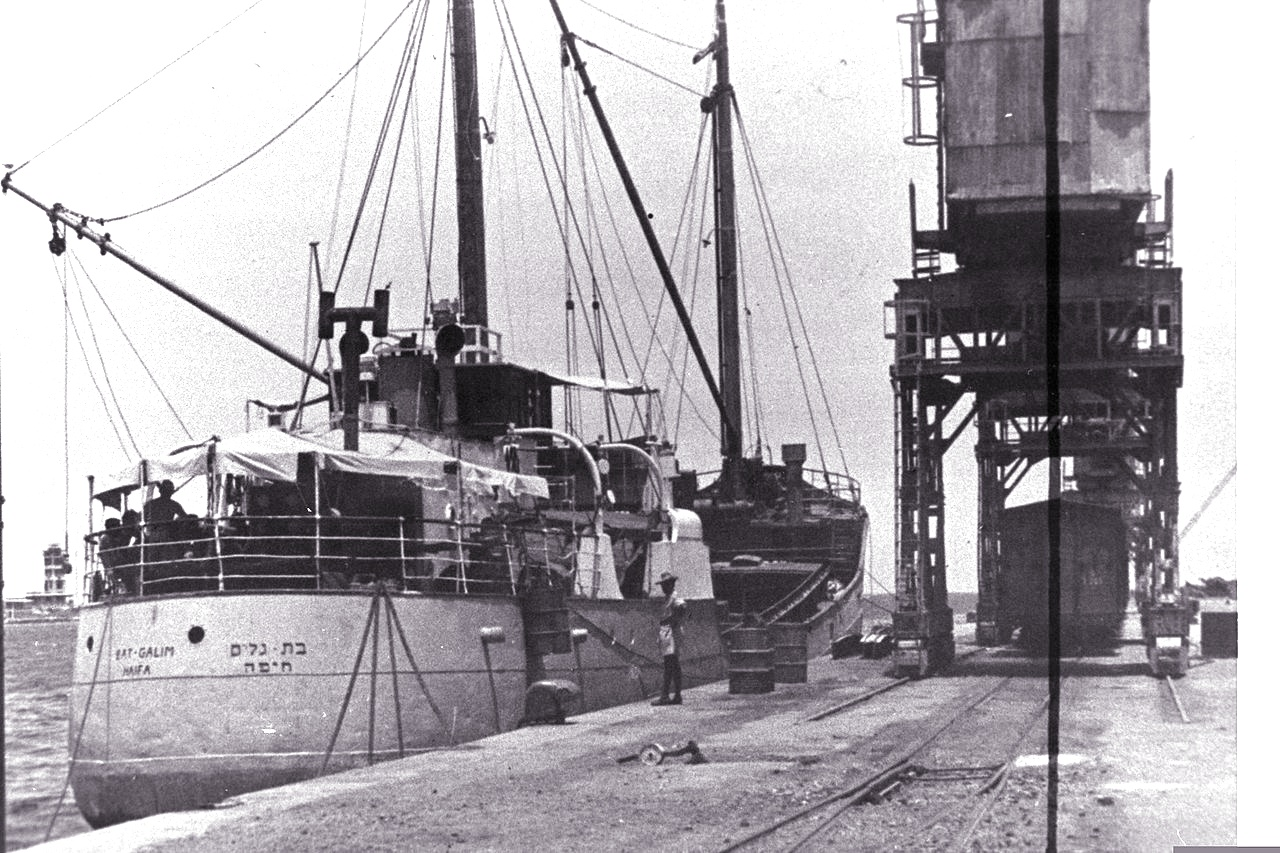
Le navire israélien Bat Galim arraisonné alors qu'il s'apprêtait à traverser le canal de Suez, septembre 1954

#### Bat Galimet le canal de Suez
Le 28 septembre 1954, Bat Galim, un bateau israélien se présente à l'entrée du canal de Suez ; l'idée du gouvernement israélien étant de créer un incident soulignant l'absence de liberté de navigation sur le canal. Le navire est immédiatement arraisonné, mais les Égyptiens inventent de toutes pièces une histoire selon laquelle le navire aurait tiré sur des pêcheurs et portent plainte au Conseil de sécurité. La manœuvre égyptienne permet d'éviter la relance de la question de la liberté de passage et une fois ce résultat obtenu, le Caire retire sa plainte et libère l'équipage le 1er janvier 1955.

#### Tensions syriennes
Le 8 décembre 1954, un commando israélien est fait prisonnier sur le plateau du Golan alors qu'ils interviennent pour mettre sous écoute les communications syriennes. En réponse, l'armée intercepte un avion de ligne syrien pour avoir des otages sans prévenir le Premier ministre. Moshé Sharett, furieux, ordonne la libération de l'avion, mais l'épisode souligne son manque d'autorité.

#### Tensions égyptiennes

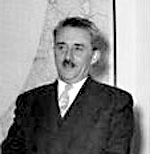
Moshé Sharett, en 1955

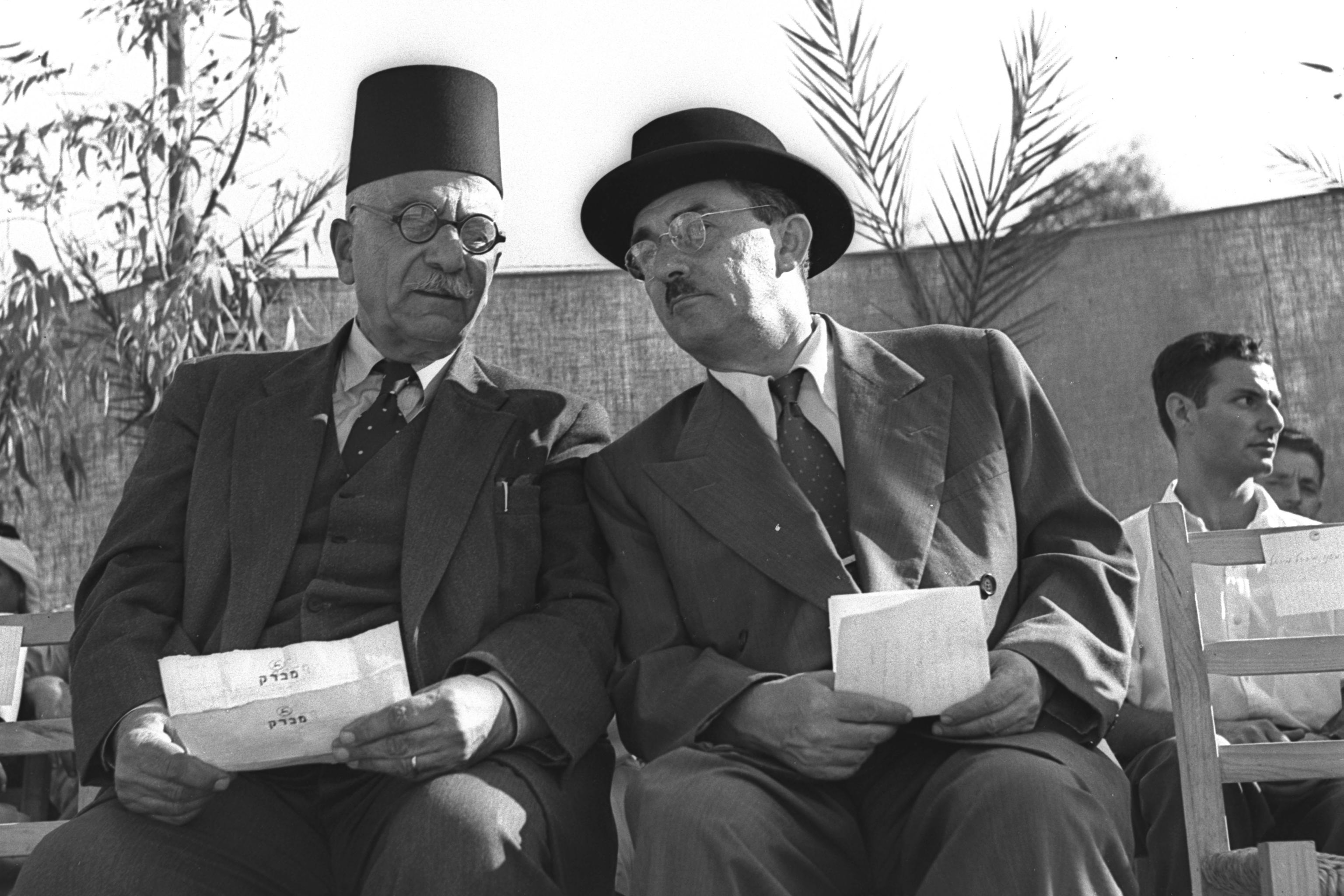
Moshe Sharett et Amin Gargurah, maire de Nazareth, 1955

Le 23 février 1955, un groupe d'infiltrés de la bande de Gaza pénètre assez profondément en territoire israélien et tue deux jours plus tard un passant avant d'être intercepté par l'armée. En réaction, Ben Gourion redevenu ministre de la défense, demande la mise en œuvre d'une opération limitée de représailles. Moshé Sharett donne son accord et l'opération est menée par Ariel Sharon dans la nuit du 28 février au 1er mars, mais la colonne israélienne est repérée par les Égyptiens et perd le bénéfice de la surprise. Il s'ensuit des combats qui font huit morts et treize blessés côté israélien et 39 morts et 31 blessés du côté égyptien. C'est une humiliation pour l'armée égyptienne qui se double d'un élément déstabilisant pour le régime. Une grande partie des morts et blessés égyptiens sont en effet des gardes nationaux palestiniens. La bande de Gaza s'embrase donc en réaction, forçant Nasser à s'y précipiter pour ramener le calme. En réaction, le dirigeant égyptien s'adresse le 3 mars à l'armée et radicalise son discours contre l'impérialisme et ses agents, dont Israël. À compter de ce moment, Nasser déclare : 
« Nous répondrons à la violence par la violence, à tout acte de violence israélienne nous répliquerons par un acte de même nature ». 
Fin mars sont mises en place de nouvelles unités militaires composées de Palestiniens qui prendront le nom de Fedayins.

#### Ministre des Affaires étrangères

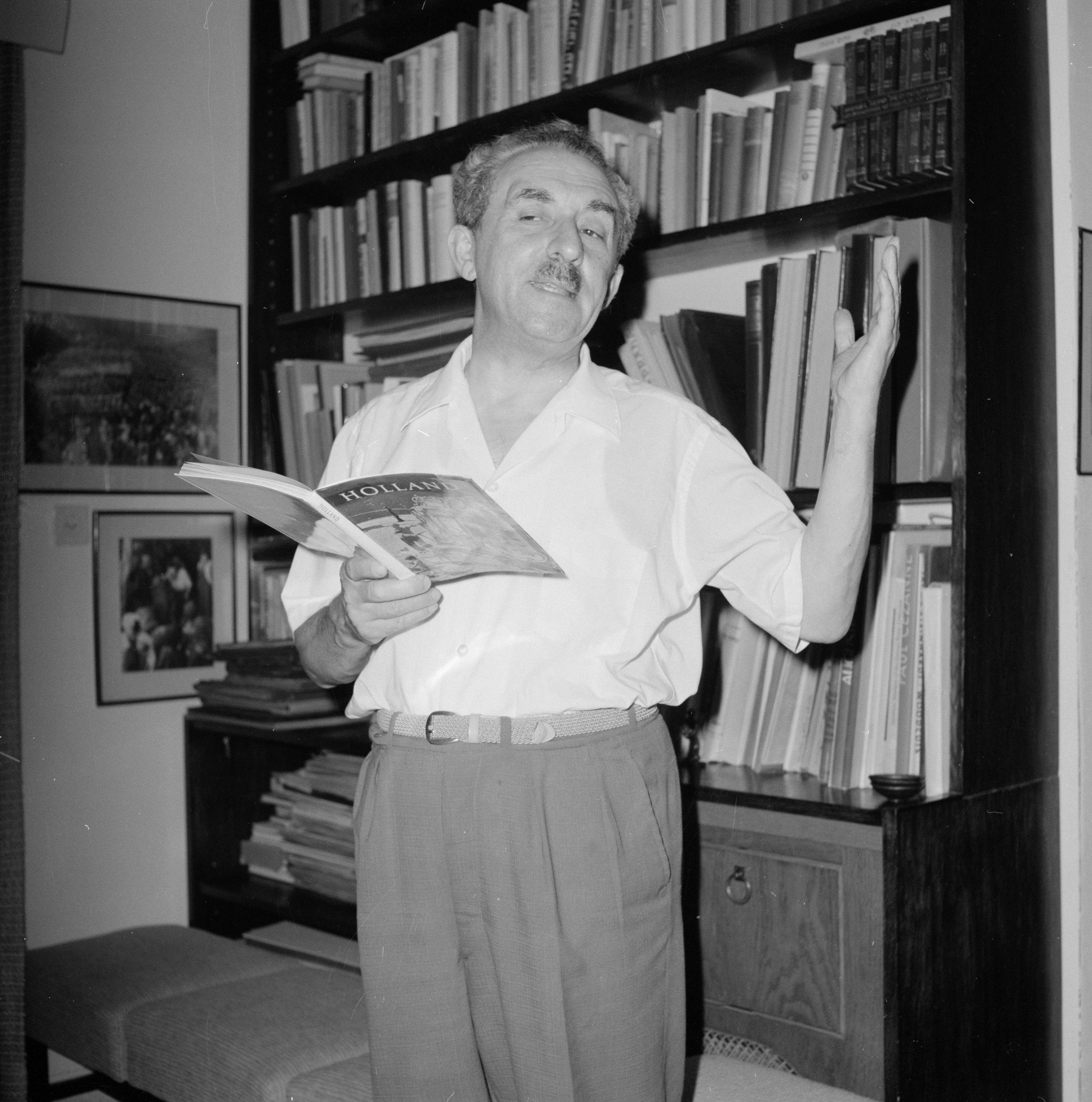
Alors président de l'Agence Juive, janvier 1960

Le 28 juillet 1955 ont lieu les élections législatives israéliennes. Au cours de la campagne, Sharett et Ben Gourion expriment leur volonté d'ouvrir à la navigation le golfe d'Aqaba. Le Mapaï perd cinq sièges mais reste dominant alors que le Hérout de Menahem Begin gagne sept sièges. Ben Gourion se voit chargé de former le nouveau gouvernement de coalition qu'il présente le 2 novembre 1955 et dans lequel Moshé Sharett redevient ministre des Affaires étrangères.
Considéré comme un modéré, il se montre réservé envers les représailles violentes par lesquelles Ben Gourion et quelques commandants militaires réagissent aux incursions meurtrières des Fedayins palestiniens dans le territoire israélien, réalisées à partir de la bande de Gaza. Sharett, préférant favoriser les moyens diplomatiques, s'oppose à la notion de guerre préventive défendue par Ben Gourion qui le remplace, au ministère des Affaires étrangères, par Golda Meir le 17 juin 1956.

### Fin de vie

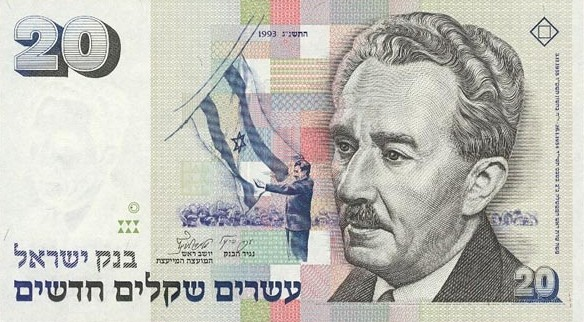
Portrait de Moshe Sharett sur un billet de banque israélien de 20 shekels en 1987

Sharett dirige ensuite l'Agence juive jusqu'à sa mort en 1965.